# Marietta (New York)
Marietta è un villaggio degli Stati Uniti d'America, situato nello Stato di New York, nella contea di Onondaga.